# Ladislav Novák
Ladislav Novák, född 5 december 1931 i Louny, Tjeckoslovakien (idag Tjeckien), död 21 mars 2011 i Ostředek, Tjeckien, var en tjeckoslovakisk fotbollsspelare (försvarare) och tränare.

## Biografi
Mellan 1952 och 1966 spelade Novák totalt 75 landskamper för det tjeckoslovakiska fotbollslandslaget, och var under 71 av dessa lagkapten. Han deltog i fotbolls-VM i Schweiz 1954, i Sverige 1958 och i Chile 1962, där Tjeckoslovakien tog sig till final men förlorade mot Brasilien, samt i fotbolls-EM i Frankrike 1960, där tjeckoslovakerna slutade trea.
Novák spelade huvudsakligen för Dukla Prag på klubbnivå. Efter sin spelarkarriär fortsatte han som tränare, bland annat för Tjeckoslovakiens landslag 1971–1972 och Dukla Prag 1980–1985.